# Два рояля
«Два роя́ля» — музыкальная телеигра, транслировалась на РТР (с 2002 года — «Россия») со 2 сентября 1998 по 8 февраля 2003 года, на ТВЦ — с 23 октября 2004 по 1 июня 2005 года. Программе была присуждена национальная премия «Овация-1998» в номинации «Лучшая музыкальная программа года». Программа была закрыта в 2005 году. Аналог ирландского телешоу The Lyrics Board.

## Повторы
С 23 октября 2010 по 30 июня 2011 года на канале «Вопросы и ответы» повторялись выпуски 2000—2003 годов.

## Правила игры
В игре участвуют две команды по три человека: два приглашённых гостя (как правило, известные актёры или певцы) и аккомпаниатор. По очереди команды выбирают один из закрытых синих экранов и должны угадать задуманную песню, строка из которой зашифрована на телеэкранах. По первому слову угадать песню невозможно, поэтому участники обязаны спеть любую песню, где встречается открытое слово, обязательно в соответствующем падеже. Если игроки открывают красный экран, ход переходит к другой команде.
В сезоне 1998—1999 команде, победившей в первом, втором или третьем туре, ведущий задавал дополнительный вопрос по отгаданной песне: задачей игроков было ответить на один из предметов, упоминающийся в песне — чаще всего это был элементарный или шуточный вопрос. Если команда ответила верно, то ей зачислялось дополнительное очко.
Данное «поощрение» было убрано в следующих сезонах.

### Первый тур
В первом туре строчка из песни зашифрована в шести экранах слова на синем фоне, два из шести — на красном фоне.

### Второй тур
Во втором туре строчка из песни зашифрована в пяти экранах слова на синем фоне, два из пяти — на красном фоне. Всего две игры, одна — первая, вторая — ответная. После второго тура проходит конкурс «Караоке».

### Конкурс «Караоке»
Этот конкурс действовал с середины 1999 по 28 мая 2005 года. Ведущий выбирает двух зрителей из зала. Для них в 6 экранах зашифрована строчка из песни. Они по очереди открывают экраны, пытаясь отгадать песню. Кто из них угадывает раньше, тот поёт песню на караоке в живом звуке. За участие в конкурсе зрителю полагался подарок — микрофон-караоке. Там их было 10 штук и они находились в специальном жёлобе, причём у одного из них была красная ленточка. Если зритель вытягивал микрофон с красной ленточкой, то в дополнение к микрофону получал набор картриджей-караоке.

### Третий тур
В третьем туре строчка из песни зашифрована в четырёх экранах слова на синем фоне, один из четырёх — на красном фоне. Всего две игры, одна — первая, вторая — ответная. В некоторых выпусках программах вместо слов использовались художественные изображения на 6 экранах.
В случае ничьи после третьего тура существовало «запасное правило». Загадывалась фраза из песни, состоящая из четырёх слов. Экраны открывались по одному в порядке очереди с переходом от одной команды к другой. Кто из «роялей» быстрее отгадал песню, тот и участвовал в суперигре.

### Финал
В суперигре (с 1998 по 2001), и в финале (с 2002 по 2003 и с 2004 по 2005) открываются сразу все шесть экранов, на которых слова песни перепутаны местами и мигают в хаотическом порядке. Ведущий может пригласить одного из финалистов на сцену с целью выбора одного из шести шариков, в каждом из которых написаны цифры от 1 до 6.
Цифра на шарике и будет соответствовать количеству открываемых экранов (подсказок). Аккомпаниатор останавливает «хаотическое мелькание» экранов аккордом. Если участники одной из команд отгадывают песню, то команда определённого рояля становится победителем программы.

## Ведущие
- 02.09.1998—25.11.2001, 23.10.2004—01.06.2005 — Сергей Минаев
- 25.08.2002[3]—08.02.2003 — Валерий Сюткин

## Пианисты
В передаче были задействованы 4 пианиста, работающих парами.
- 1. Александр Мясников
- 2. Олег Михайлов
- 3. Игорь Захарченко

Эти три пианиста были с первого до последнего дня трансляций передачи. Четвертый пианист все время менялся.
В разное время это были Юрий Луценко, Вадим Буликов, Андрей Разин, Юрий Романычев, Левон Оганезов, Игорь Баталин.

## Место съёмок
В зарубежных аналогах передачи участники игры пели песни под «живой» ансамбль. В отечественном варианте телеигры съемки проходили только под аккомпанемент роялей на РТР — чёрного и белого, на ТВЦ — красного и белого (когда передачу вёл Валерий Сюткин) с 25 августа 2002 по 8 февраля 2003 года, рояли были красного и зелёного цвета. Рояли были не настоящие: это были MIDI-клавиатуры со звуками рояля, стилизованные авторами под настоящий музыкальный инструмент.

## Закрытие
По словам Сергея Минаева, передача закрылась, потому что «просто стало некому петь, — мы вызывали одних и тех же исполнителей. Передача существовала несколько лет, но мы выходили раз в неделю и пели полтора часа, и у нас появлялись одни и те же лица по два или даже по три раза, а вот большие звёзды у нас практически не появлялись, потому что надо уметь всё делать красиво. И любая звезда понимает: либо она это делает на „пятёрку“, либо — нет. Многие из них „попались“, показав себя с неудачного ракурса, после чего передача закрылась, так как формат передачи предполагал участие знаменитых людей».